# Villestjärnarna
Villestjärnarna är varandra näraliggande sjöar i Strömsunds kommun i Jämtland och ingår i Ångermanälvens huvudavrinningsområde.
- Villestjärnarna (Alanäs socken, Jämtland, 714331-148133), sjö i Strömsunds kommun, 64°23′42″N 15°25′04″Ö / 64.3949°N 15.4179°Ö
- Villestjärnarna (Alanäs socken, Jämtland, 714359-148128), sjö i Strömsunds kommun, 64°23′51″N 15°25′01″Ö / 64.3974°N 15.4169°Ö